# Chromolaena corymbosa
Chromolaena corymbosa ist eine Pflanzenart aus der Gattung Chromolaena innerhalb der Familie der Korbblütler (Asteraceae). Sie kommt auf Karibischen Inseln und im nördlichen Südamerika vor.

## Beschreibung

### Vegetative Merkmale
Chromolaena corymbosa wächst als Strauch und erreicht Wuchshöhen von etwa 2 Metern.
Die gegenständig angeordneten Laubblätter sind in Blattstiel und -spreite gegliedert. Die einfache Blattspreite ist bei einer Länge von bis zu 5 Zentimetern eiförmig mit gekerbtem Blattrand.

### Generative Merkmale
In schirmtraubigen Gesamtblütenständen sind die körbchenförmigen Teilblütenstände angeordnet. Die Blütenkörbchen sind scheibenförmig. In einem Involucrum stehen in vier Reihen sich mehr oder weniger dachziegelartig überdeckenden Hüllblätter.
Es sind nur Röhrenblüten vorhanden, die zwittrig, fünfzählig und radiärsymmetrisch sind. Die Farben der Kronblätter reichen von weiß bis lavendelfarben. Die fünf Kronblätter sind zu einer zylindrischen Kronröhre verwachsen. Die fünf Staubblätter sind verwachsen und an der Basis Kronröhre inseriert. Der unterständige Fruchtknoten besitzt nur eine Fruchtknotenkammer.
Die prismatischen Achänen besitzen einen Pappus aus freien, haltbaren Borsten.

## Verbreitung
Chromolaena corymbosa kommt in der Neotropis von den Bahamas über Puerto Rico sowie in der Dominikanischen Republik und auf den Jungferninseln oder auf den Kleinen Antillen in Anguilla, Antigua, La Desirade, Martinique, Montserrat, Saba, St. Kitts und in Französisch-Guyana vor.

## Taxonomie
Die Erstbeschreibung erfolgte 1775 unter dem Namen (Basionym) Eupatorium corymbosum durch Jean Baptiste Aublet in Histoire des Plantes de la Guiane Françoise, 2, S. 799. Sie wurde im Laufe der Zeit anderen Gattungen zugeordnet. Die akzeptierte Neukombination zu Chromolaena corymbosa erfolgte 1970 durch George King und Harold Ernest Robinson in Phytologia, Volume 20, Nummer 3, S. 200. Eine weitere Kombination für Eupatorium corymbosum (Aubl.) ist Osmia corymbosa (Aubl.) Britton & P.Wilson 1925. Weitere Synonyme für Chromolaena corymbosa (Aubl.) R.M.King & H.Rob. sind: Eupatorium atriplicifolium Hort. ex Lam., Eupatorium atriplicifolium Vahl, Ageratum conyzoides Sieber ex Sieber ex Steudel, Eupatorium corymbosum Aubl., Eupatorium repandum Willd., Eupatorium triangulare Poiret, Eupatorium triangulare Poir., Osmia repanda (Willd.) Sch.Bip.